# Управљање болом
Управљање болом је саставни део медицине и здравствене неге који укључује смањења бола (ублажавање бола, аналгезија, контрола бола) у различитим облицима, од акутних и једноставних до хроничних и изазовних. Већина лекара и других здравствених радника обезбеђује одређени ниво контроле бола у нормалном току своје праксе, а за сложеније случајеве бола ангажује се на додатна помоћ специфичне медицинске специјалности посвећене лечењу бола, која се назива мултидисциплинарна клиника за лечење бола.
Управљање болом често користи мултидисциплинарни приступ за ублажавање патње и побољшање квалитета живота свакога ко има бол, било да је то акутни или хронични бол. Ублажавање болова уопште (аналгезија) је често акутна ствар, док управљање хроничним болом захтева додатне облике терапије.
Типичан мултидисциплинарни тим за управљање болом може укључивати: лекаре, фармацеуте, клиничке психологе, физиотерапеуте, радне терапеуте, рекреативне терапеуте, помоћнике лекара, медицинске сестре и стоматологе.  Тим може укључивати и друге стручњаке за ментално здравље и терапеуте за масажу. 
Бол се понекад брзо повлачи када се основна траума или патологија излечи, а лечи га један лекар, лековима као што су лекови против болова (аналгетици), а повремено и анксиолитици.
Ефикасно лечење хроничног (дуготрајног) бола, међутим, често захтева координисане напоре тима за управљање болом.  Ефикасно управљање болом не значи увек потпуно искорењивање свих болова. Уместо тога, то често значи постизање адекватног квалитета живота у присуству бола, било којом комбинацијом ублажавања бола и/или бољег разумевања и могућности да живите срећно упркос томе. 
Медицина лечи повреде и болести како би подржала и убрзала зарастање. Лечи узнемирујуће симптоме као што су бол и нелагодност како би се смањила свака патња током лечења, и умирања.
Приступи лечењу хроничног бола укључују фармаколошке мере, као што су аналгетици (лекови против болова), антидепресиви и антиконвулзиви; интервентне процедуре, физикална терапија, физичке вежбе, примена леда или топлоте; и психолошке мере, као што су биофеедбацк и когнитивна бихејвиорална терапија.

## Историја

### Управљање болом у древним временима
Најстарији опис бола који је дошао до нас датира из 4. миленијума пре нове ере, описује поремећаје изазване акутном главобољом. Први детаљи о неким техникама лечења потичу из региона горњег Тигра, који одговара крајњем северном делу данашњег Ирака. Асирци који су тамо живели, практиковали су одређену технику анестезије на пацијенту још 3000. године пре нове ере. Техника се заснивала на компресији (слично гушењу) каротидних артерија на нивоу врата, што је изазивало церебралну исхемију и стање слично коми. Ова техника је била погодна за хируршку операцију; након које су хирурзи могли да изводе неке рудиментарне операције.  
Први детаљан опис неких техника лечења бола, пореклом из Азије датирају из 2500. године пре нове ере из Кини. Били су то древни текстови медицине и фармакологије, које је наручио Жути цар, у којима су објашњени третмани на бази биљака, акупунктура и моксибустија (чиме се већ показује извесно познавање осетљивих тачака тела). Према ономе што се извештава у другим текстовима наредних година и векова, ове технике су дуго остале у употреби у великом делу Азије. 
Истовремено са новим третманима, развијају се и нови концепти бола, који доводе до промена у третманима који се користе од 2000. године пре нове ере, и код Египћана и код Асиро-Вавилонаца, када је рођена идеологија бола као манифестација злоћудни продор духова и течности у тело. Лекари су веровали да је за њихово уклањање неопходно код пацијената изазвати повраћање или дијареју, у неким случајевима чак и повредити пацијента. У истом периоду, у старом Египту је био обичај да се деци дају опијум да се умире током ноћи, показујући на тај начин барем основно знање о дејству неких биљака. 
Између 1800. и 1500. године пре нове ере почео је да се развија нови облик медицине, одређен не само прецизним правилима у пракси, већ и законима који се односе на понашање самог лекара. Рани важан пример, поново је откривен тек 1912. године, у облику гравиране црне базалтне стеле, коју је промовисао велики месопотамски краљ Хамураби. 
Међутим, неки од најстаријих описа коришћених третмана бола не потичу искључиво из Азије или Европе, већ и из Америке, насељене разним цивилизацијама (укључујући Инке, Маје и Астеке ) уједињене многим факторима, посебно у области лечења. Медицина Инка је углавном користила магијске поступке, али је такође значајно напредовала у терапијском пољу, стичући напредна знања у хируршкој и у фармаколошкој области. Штавише, између 700. и 100. године пре нове ере, Инке су почеле да користе мале количине наркотика и других биљака да помогну опоравку пацијента. Они су ову терашију заснивали пре свега на употреби листова куке или коке који су се жвакали полако, стимулишући на тај начин дисање. и циркулацију, повећавајући отпорност и смањујући глад захваљујући анестезији желудачне слузокоже  (кока је у Европу уведена тек открићем Америке, тачније 1500. године, заменивши оно што су била најчешће коришћена средства за „анестезирање“ пацијената: опијум и анестетички сунђер, који су се користили неколико векова, али нису имали велике ефекте). Међутим, за перуанске староседеоце тог времена, чак и за Инке или скромног поданика, само медицински третмани нису били довољни да омогуће отклањање бола и болести, ако нису били праћени магијским поступцима усмереним на одагнавање злих духова. Из тог разлога, жртве свих врста су углавном пратиле све праксе исцељења против бола и болести, физичких и менталних. На сличан начин су деловале и древне Маје, за које је уметност медицине била сложена мешавина ума, тела, религије, ритуала и науке: практиковало их је само неколицина одабраних, који су генерално наследили праксу након што су прошли опсежну обуку, ови шамани су деловали као медијум између физичког света и духовног света; међутим, поред поштовања верских обичаја, имали су и одређену технику. У ствари, познато је да су Маје умеле да зашију ране људском косом, смање преломе и лече хематоме; они су такође били вешти зубари, способни да направе протезе од жада и тиркизне боје и да испуне покварене зубе гвозденим пиритом. Маје су изједначиле бол са затварањем нечије душе од стране натприродних бића, огорчених неким нетачним понашањем (представљајући неке сличности са Египћанима и Асиро-Вавилонцима из 2. миленијума пре нове ере). Из тог разлога, лечење различитих облика бола подразумевало је низ пракси, посебно ритуала, прочишћавања и биљних лекова; неколико мајанских текстова посвећено је оваквим третманима на основу објективних запажања ефеката неких биљака на људски систем (ово је један од првих примера пажљивог проучавања пацијента и процеса лечења за који имамо информације). Одређене биљке су гутане, пушене, мирисане, трљане по кожи, а затим је пацијент или подвргнут ритуалу да се отера дух или су коришћене технике за прочишћавање душе, укључујући пост, знојење и пуштање крви . Ове последње су користили и Астеци, заједно са својим знатним биљним знањем, заснованим на употреби више од 100 лековитих биљака, често комбинованих једна са другом. У сваком случају, и они су се ослањали на ритуале и прочишћавања против бола. Штавише, Астеци су, заједно са Мајама, били најпознатији практичари људских жртава , ритуала у којима су људи жртвовали одређени број људи да би стекли наклоност богова или да би одагнали патњу и болест. Међутим, упркос свим коришћеним техникама, стандардни третмани су и даље недостајали: није било метода које се сматрају суштински бољим од осталих.

### Између грчког и латинског света
Један од најважнијих тренутака у историји лечења бола и медицине уопште, међутим, свакако је обележен рођењем човека од кога данас обично водимо западњачку медицинску мисао: Хипократа са Коса. Са њим долази права револуција широм медицинског света, у виду Теорије хумора: он је уверен да бол потиче од квантитативне промене (и у вишку и у недостатку) оних које се дефинишу као „ хумор" ( дискразија ), поистовећива се са крвљу, слузом, жутом жучи, црном жучи (према Аристотелу , међутим, излагање ове теорије у расправи Природа човека је дело Хипократовог зета и омиљеног ученика , Полибије)  ; стога је неопходно поново успоставити равнотежу. Против бола, Хипократова медицина користи биљке, посебно мандрачу , посебно против депресије . Примарна употреба мандрагоре налази се у њеном антропоморфном изгледу: она је сугерисала постојање магијских и терапеутских врлина у ширем смислу, укључујући аналгетичка, седативна, наркотичка и афродизијачка својства (данас је, међутим, познато да су ове карактеристике због одређених активних састојака који се налазе у њему, као што су скополамин , атропин и хиосциамин )  .
У 3. веку пре нове ере у Грчкој су рођене школе Книда и Коса . Тек полазећи од њих можемо почети да спроводимо рационалан методолошки процес заснован на прикупљању података из клиничке историје пацијената и на валоризацији 5 чула (кроз инспекцију , палпацију , аускултацију , дегустацију , перкусије , мирис )  да лоцира место бола или проучава болести. Један од најславнијих експонента ове две школе је Руфус Ефески , први који је поставио темељне основе анамнезе , прикупљања свих информација које могу помоћи лекару са пацијентом  . Овај приступ бављења марљивим и пажљивим испитивањем пацијената је, међутим, напуштен све до раног средњег века , преферирајући импровизовану дијагнозу, приписујући медицини суштински магични аспект. Питање лечења бола и болести је такође детаљно истраживано у старом римском свету. Један од првих који се појавио на сцени био је Марко Понтије Катон , „цензор“, практичар такозване народне и домаће медицине  . Захваљујући неким текстовима знамо шта карактерише његову медицинску делатност: против болова и болести прописује купус (који сматра панацејом , леком који може да излечи све болести) и вино, које се сматра пуним лекова или бар транспортом за оне који се у њему уносе. . Конкретно у области бола, доктор Ауло Корнелио Целсо предлаже пажљивију анализу . Он бол дефинише као израз упале , дели га на 4 прецизне фазе: „ робор “ (црвенило), „ тумор “ (оток), „ цалор “ (топлота), „ долор “ (бол)  . Штавише, у свом делу Де медицина нуди широк и драгоцен увид у хируршко и медицинско знање тог времена и шире: он је, заправо, пренео најпознатији панегирик новог анатомско-центричног модела медицинског знања који је увео александријске медицинске школе, решавајући етичку дилему о легитимности сецирања лешева на категоричан начин  . У 50 Диоскорид Педаније, грчки лекар, први пут је употребио термин анестезија када је описао дејство мандрагоре. Око 130. године, он који се сматра најважнијим римским лекаром интервенисао је на употреби лекова против болести и болова: Гален , „ лекар царева “. Позивајући се на Хипократову теорију хумора, он наводи да организам кроз четири елементарна својства тела ( топло, хладно, суво, влажно ) трансформише терапеутске супстанце, активирајући њихова својства. Пошто су 4 квалитета, према Галену, присутна и у лековима, лекар мора бити вешт да пронађе супротан лек, погодан за сузбијање ових својстава, и да га дозира у правој количини.

### У Европи и Азији
У међувремену, у Кини, између 2. и 3. века, прве анестезије су документоване коришћењем специјалног шумећег праха (вероватно " канабис " индица). Само неколико векова касније, 936. године, поново је обрађена тема лечења бола: Албукасис , аутор „ ал-Тасрифа “ ( „Књига за упутства за оне који не знају да пишу књиге“ ), у којој је он описује познавање 50 година праксе и подучавања медицинске уметности, предлаже каутеризацију , прописује га и код главобоље, ишчашења и ишијаса . Током наредних векова, побољшање терапијске технике је поново изгубљено из вида како би се дубље фокусирало на порекло бола и проучавање тела  . Неки изузеци су шпански лекар Франсиско Ернандез , који описује анестетичке и ублажавајуће особине пејота , лековите биљке, и Парацелзуса (он је себи дао ово име, изјављујући да је изједначио и надмашио Аула Корнелија Целза, римског лекара), један од првих који је проучавао ефекте етра на животиње (у ствари, он се сматра оцем модерне анестезије  ). Нажалост, није био у могућности да у потпуности проучи своје откриће, чиме је одложио појаву једне од најважнијих револуција у медицини и хирургији за 300 година. Без обзира на то, Парацелзус је успео да уведе многе иновације које данас карактеришу савремену медицину и фармакологију, кроз нову медицинску теорију, јатрохемију  , према којој тело није ништа друго до алхемијска пећ, у којој болести настају услед неравнотеже три хемијски принципи који га регулишу: сумпор , жива и со (ово је додао сам Парацелзус). Због тога се против болова и болести може борити третманима минералне природе, а не само органским. Штавише, иако је приказан као чаробњак, он је био тај који је елиминисао многе магијске аспекте и елементе из алхемијске праксе, заменивши их емпиријским посматрањем и експериментима  .

### Савремено доба
Иако је хемија још од 18. века открила наркотичка и аналгетичка својства неких супстанци као што су азот-оксид и етар и иако је неко већ поставио хипотезу о њиховој употреби у хирургији и акушерству , медицинска струка још увек није показала велику отвореност за иновације, посебно оне најрадикалније. У ствари, хируршке технике су се током година прилагођавале болу који су изазивале, толико да је ово постало нека врста водича за оне који су оперисали, нешто што их је охрабривало да буду брзи без оклевања, врло често занемарујући прецизност; штавише, крике бола хирург је често користио да схвати да ли је пацијент још жив (у многим случајевима бол је био толико јак да је убио, како током операције, тако и после, услед својеврсног емоционалног колапса, особу оперисан). Гијом Дипуитрен , најпознатији хирург Француске рестаурације , приметио је: " Ла доулеур туе цомме л'хеморрагие " (" Бол убија као крварење "). А Алфред-Арманд-Лоуис-Марие Велпеау , други француски хирург, изјавио је: „ Избегавање патње у хируршким операцијама је химера коју, у наше време, немамо право да тежимо [...] “. Тек 1846. године је обновљена студија о превенцији бола и техникама лечења, захваљујући раду стоматолога, др Хораце Веллса : он је први пут урадио анестезију, 16. октобра, након неколико успешних покушаја вађења зуба  , у операционој сали Опште болнице Масачусетс , у Бостону , пред чувеним хирургом Џоном Колинсом Вореном . Нажалост, доза је била погрешна и због тога је анестезија била само делимична: изабрани „кандидат“ је, заправо, одмах почео да вришти од болова током операције, приморавајући Велса да побегне из позоришта под смех присутних. Његове студије је наставио његов колега Вилијам Грин Мортон , који је следеће године одлучио да понови демонстрацију, у истом позоришту и пред истим хирургом. Џон Колинс Ворен је успео да уклони тумор са врата пацијента који је управо био анестезиран етром, а да пацијент није застењао. Сам Ворен, који је операцију извео са скептицизмом, очигледно се са сузама у очима окренуо према многобројним присутнима, мрмљајући у неверици: „ Господо, овде нема бруке “ („ Господо, ово није хумбуг"). Мортонови напори су били успешни. За само неколико недеља вест о првој успешној хируршкој анестезији већ се проширила светом и коришћена је скоро свуда  . Нажалост, Мортон је убрзо оптужен да је украо истраживање свог пријатеља и колега, као и учитељ, Велс, који је у међувремену извршио самоубиство у затвору.
У наредним годинама, студије су се умножиле како би пронашле све ефикасније третмане: лекари који су били свеснији недавних открића патофизиологије и патогенезе убрзо су постали све скептичнији у погледу лековитих могућности лекова тог времена  .

#### Савремена терапије бола
Џон Боника, рођен на Сицилији, био је италијанско-амерички анестезиолог и професионални рвач, познат као оснивач модерне терапије бола какву данас познајемо и први који ју је назвао тим именом. Постао је натурализовани амерички држављанин 1928. године, по доласку у Њујорк 1927. Године 1938. освојио је титулу државног првака у америчком рвању, а следеће године и канадску. 1941. постао је светски шампион у лакој и тешкој категорији на седам месеци. Овај интензиван напор завршио је до озбиљних повреда мишићно-скелетног система, са каснијим развојем болног трауматског артритиса у више зглобова и других тегоба које су током година захтевале више од осамнаест операција почев од 1980. године. Током година, управо због ових повреда, његов почело је да сазрева велико и интимно размишљање о болу; Овај одраз изоштрила је несрећа која се догодила његовој жени, која је ризиковала да умре због лоше изведене анестезије  .
Разматрања до којих је дошао нагнала су га да започне систематску клиничку студију о болу, о синдромима које он изазива, о њиховим третманима и да осмисли и састави мултидисциплинарни приступ управљању болом; у том циљу сарађивао је са медицинском сестром Дороти Кроули и неурохирургом Лоуелом Е. Вајтом , у покушају да формира мултидисциплинарну клинику за бол на Универзитету у Вашингтону , пројекат који је привукао интересовање многих младих анестезиолога  . Био је то први прави програм обуке о медицини бола, за који се, међутим, могло рећи да је у потпуности завршен тек 1970. године, упркос свим прелиминарним састанцима на којима су лекари који су се придружили иницијативи разговарали о проблемима пацијената који пате од хроничног бола за развити најефикаснију стратегију лечења. Године 1950., Џон Боника, сакупивши довољно материјала за клиничка истраживања и искуства, могао је да почне да пише књигу од 1500 страница под насловом „ Управљање болом “ , објављену 1953., одмах преведену на неколико језика и одмах разматрајући „Библију“. ' дијагнозе и терапије бола  . Његово интересовање за бол углавном је било усмерено на три области анестезије: акушерску алгологију, алгологију за субјекте који пате од хроничног бола (посебно терминалне неоплазме) и на крају локалну/тоталну анестезију (за хируршке операције). Боница је сарађивао са бројним удружењима (нека је сам основао, попут „ Међународне асоцијације за проучавање бола “ 1973. године) и данас је упамћен пре свега по томе што је бол престао да сматра симптомом већ правом болешћу. Боница је умрла 1994. године, не пре него што је оставила неке од најважнијих текстова који су данас доступни о терапији бола: два издања „ Тхе Манагемент оф Паин “ (прво 1953. године, друго 1990.) и „ Принципи и пракса акушерства“. и аналгетичка анестезија “, „ Принципи и пракса акушерства и аналгетичке анестезије “, такође у два издања (1967. и 1994.)  .

## Дефинисање бола пре почетка управљања
Управљање болом укључује пацијента и комуникацију о проблему бола.  Да би дефинисао проблем бола, здравствени радник ће вероватно поставити следћа питања пацијенту са болом:
- Колико је интензиван бол?

- Како се осећа бол?

- Где је локализован бол?

- Шта је то што евентуално бол чини мањим?

- Шта, је то што евентуално повећава бол?

- Када је почео бол?

Након постављања таквих питања, здравствени радник ће имати опис бола, који је од користи терапеуту за правилно управљање тим болом.

## Задатци медицине у ублажавању бола
Задатак медицине је да ублажи патњу изазвану болом у три случајева: 
- Први је када је болна повреда или патологија отпорна на лечење и опстаје.

- руги је када бол траје након што је повреда или патологија зацељена.

- Трећа околност је када медицинска наука не може да идентификује узрок бола.

## Нежељени ефекти
Постоји много врста управљања болом. Сваки од њих има своје предности, недостатке и ограничења.
Уобичајени изазов у управљању болом је комуникација између здравственог радника и особе која доживљава бол. Људи који доживљавају бол могу имати потешкоћа да препознају или описују шта осећају и колико је бол интензиван. Здравствени радници и пацијенти могу имати потешкоћа у међусобној комуникацији о томе како бол реагује на третмане. Постоји ризик у многим врстама лечења бола да пацијент прихвати третман који је мање ефикасан него што је потребно или који изазива друге потешкоће и нежељене ефекте.
Неки третмани за бол могу бити штетни ако се прекомерно користе.
Циљ управљања болом за пацијента и његовог здравственог радника је да идентификују количину третмана која је потребна за решавање бола без прекорачења те границе.
Још један проблем са управљањем болом је тај што је бол природан начин тела да саопшти проблем.  У том смислу треба схватити и чињеницу да би пациент требало да се реши бола како се тело само лечи временом и управљањем болом. Понекад управљање болом покрива проблем, па пацијент може бити мање свестан да му је потребан третман за дубљи проблем са болом.